# Horst Rippert
Pour les articles homonymes, voir Rippert.
Horst Rippert, né le 24 mai 1922 et mort le 19 avril 2013 à Wiesbaden en Allemagne, est un aviateur allemand de la Seconde Guerre mondiale.

## Biographie
Après la guerre, Horst Rippert devient journaliste et reporter sportif à la deuxième chaîne de télévision allemande. Il est connu pour avoir déclaré, en 2008, à la fin de sa vie —sans en apporter de preuve matérielle— avoir abattu aux commandes d'un Messerschmitt Bf 109, le 31 juillet 1944, le pilote et écrivain Antoine de Saint-Exupéry, dans son F-5B Lightning. 
De même, quelques jours après la mort du célèbre chanteur Ivan Rebroff, né Hans Rolf Rippert (1931-2008), l'ancien pilote de la Luftwaffe avait également affirmé dans la presse allemande qu'il était son frère aîné, espérant ainsi hériter de sa fortune.